# Санакт
Санакт (друга имена: Несу-Беати-Небка, у грчкој верзији Месокриса) је био фараон III династије древног Египта. Владао је у периоду 2648.-2630. п. н. е. или 2686-2668. п. н. е.

## Биографија
Санакт се спомиње на споменицима са својим царским именом. Његова друга имена су непозната. Збирка печата са Мастаба у Бет Халафу сугерише да је Санакт владао након Џосера, али постоје и докази да је градитељ друге степенске пирамиде у Сакари, постао Џосеров наследник. Из овога следи да је Санакт други наследник Џосера. До овог закључка дошао је велики број истраживача, међу којима је био и Волфганг Хелк. Његово име налази се у Торинском краљевском канону.

Натписи са именом краља пронађени су у раној династичкој структури на острву Елефантина.
Натписи дају редове који су преведени као "Носилац печата краља Доњег Египта, судија, који управља царском имовином." На натпису се види да је управна зграда која је припадала краљу некада била на острву, поред мањих степенастих пирамида. Овај споменик у Египту био је посвећен последњим владарима III династије. Натписи дају информације у прилог датуму Санактове владавине - на крају III династије.
Санакт је победио бедуине у рудницима бакра на Синајском полуострву, о чему сведоче његови натписи и слике у области модерног Вади Маккара, где је Санакт приказан на уобичајеној сцени тријумфа. Краљ у круни Доњег Египта погађа непријатељског заточеника, чија фигура није сачувана. Онда је поново приказан краљ, са круном Горњег Египта на глави. Пред њим је лик бога Упуаута и натпис - "Краљевска станица у божанском ходнику соколског божанства у Нехену (Иераконпол)".
У Бет Халафу, у близини Абидоса, налазе се остаци великог насеља, у коме су откривена имена Санакт и остаци, који се могу сматрати остацима фараона.
На основу печата - натписа из Бет-Халефа, Санакхт се мора означити као краљ, чије је име Несу-Беети забележено у картуши Небка. Небкино име се види само индиректно: у гробу свештеника на крају треће династије и у средњовековним причама о преживелом папирусу Весткар. Ране референце појављују се у библиографским натписима из гробнице Ахете, званичника који је, између осталог, био "свештеник краља Небка". Положај Небке у оквиру III династије зависи од прецизне интерпретације назива Ахета. Ако је он био свештеник који служи култ Небке, онда би краљ требало да буде стављен на крају треће династије. Међутим, ако је Ахета био свештеник култа Небке, онда је овај краљ владао мало раније у овој династији. Веза до Небке у Весткарском папирусу може помоћи у решавању проблема. Прича о његовој владавини је након приче прикупљене током владавине Џосера и пре приче прикупљене за време владавине Хунија.